# Усайд ибн Худайр
Абу Яхья Усайд ибн Худайр аль-Ауси (араб. أسيد بن حضير الأوسي‎; ум. 641, Медина) — сподвижник исламского пророка Мухаммеда и вождь племени бану аус в городе Медина до своего обращения в ислам. Он унаследовал свое руководящее положение от своего отца, который был яростным бойцом и одним из авторитетных арабских вождей во времена джахилии. 

## Происхождение
Усайд, сын Худайра, сын Симака, сын Атика, сын Умру аль-Кайса, сын Зайда, сын Абд аль-Ашхала, сын Джашма, сын Хариса, сын аль-Хазраджа, сын Амр, сын Малика, сына Ауса, сына Харисы, сына Са’лябы, сына Амра, сына Амира, сына Харисы, сына Са’лябы, сына Гассана, сына аль-Азда, сына аль-Гауса, сын Набта, сын Малика, сын Зайда, сын Кахлана, сын Сабы, сын Яшджаба, сын Яроба, сын Кахтана, аль-Ашхали аль-Ауси.
Согласно ат-Табари, Усайд ибн Худайр был известен в доисламский период как благородный человек, преуспевающий в плавании и стрельбе из лука, а также он был известен как аль-Камиль (Совершенный)

## Обращение в ислам
Пророк Мухаммед отправил Мусаба ибн Умайра в Медину, чтобы обучать мусульман-ансаров (тех жителей Медины, которые поддерживали Мухаммеда) и приглашать других мединцев к религии Аллаха. Саад ибн Муаз, друг Усайда, узнал об этом плане и хотел настроить его против Мусаба. Саад попросил Усайда пойти к Мусабу и прогнать его. Усайд отправился к Мусабу, которого принимал один из лидеров Медины Асад ибн Зурара. У Асада Усайд столкнулся с толпой людей, внимательно слушавших призыв Мусаба к исламу. Мусаб пригласил Усайда сесть и послушать, прежде чем действовать, затем Мусаб прочитал Коран. Усайд был тронут услышанным и спросил, как присоединиться к новой религии. Он последовал указаниям Мусаба и объявил себя мусульманином. Его примеру последовало большое количество ауситов.
Усайд ибн Худайр стал одним из самых набожных людей. Он был в числе лучших знатоков Корана. Способствовал укреплению мусульманской государственности, участвовал во всех сражениях мусульман.
Усайд умер в месяц шаабан в 20-м году Хиджры. Носилки с его телом нёс Умар ибн аль-Хаттаб. Он был похоронен на кладбище Аль-Баки.